# Arthur Ceuleers
Arthur Albert Ceuleers (Antwerpen, 1916. február 28. – 1998. augusztus 5.), becenevén Tuur néhai belga labdarúgó, csatár.
A Beerschot AC csatáraként kétszeres belga bajnok 1938-ban és egy évvel később. Játszott a válogatottban is, 1937-ben és 1938-ban, összesen négy összecsapáson, ahol két gólt szerzett. Tíz évvel Franciaország ellen később még bekerült a keretbe, ekkor azonban már nem kapott lehetőséget.
A második világháború sok játékoshoz hasonlóan az ő karrierjét is félbeszakította, azonban 1948-ban visszatért, és játszott még három évet a Molenbeek csapatában. A belga bajnokság történetének negyedik legeredményesebb játékosa, 398 találkozón szerzett 288 találatával (más források szerint 401 meccsen 280 gól).

## Sikerek
- Belga bajnok: 1938, 1939